# Sant Miquel de Pera
Sant Miquel de Pera (o simplement Pera) és un llogarret del municipi de Montagut i Oix (Garrotxa), dins l'antic terme d'Oix, a l'esquerra de la riera d'Oix, als contraforts sud-occidentals de la serra de Bestracà. L'església parroquial de Sant Miquel de Pera tenia com a sufragània la de Sant Andreu de Bestracà.
L'antiga jurisdicció senyorial d'aquest poble va incorporar-se al municipi de Oix el 1846. Llavors aquest municipi, el 1972, es va incorporar a Montagut i més endavant va agafar el nom municipal actual.